# Городской парк (Кокшетау)
Парк культуры и отдыха (Городской парк, Горса́д; каз. Демалыс және мәдениет саябағы; устар. парк В. В. Куйбышева) — общественный городской парк, расположенный в центральной части города Кокшетау (Акмолинская область, Казахстан). История парка восходит к 1957 году, является самым старым городским парком Кокшетау. Площадь парка — 3,5 га.
Парк занимает узкую прямоугольную площадку между улицами Абая, Куйбышева и Кудайбердиева. На территории парка находится огромное количество разнообразных статуй, скульптур и памятников, которые увековечивают разных людей и события. Среди них памятник Памятник воинам, погибшим в годы Гражданской войны (1957; обновленный памятник установлен в 2003 году) и В. И. Ленину (1963).
Парк является одной из главных туристских достопримечательностей Кокшетау. По парку проложены дорожки и прогулочные тропы. Вход для посетителей свободный. Городской парк с востока ограничен площадью Абылай-хана, а с запада — Площадью Независимости. Непосредственно к Городскому парку примыкает другой парк, «Центральный парк».

## История
В конце XIX века садоводом-любителем Кудрявецким на площади в один квартал был заложен парк из тополей и акаций. Когда деревья подросли, Кудрявецкий открыл его для общего пользования. Вход в городской сад был платным, хотя никаких развлекательных мероприятий, кроме изредка устраиваемых обществом попечения о народной трезвости народных гуляний, в нем не проводилось. 
Функционировал сад только летом. Ежегодно в мае, чаще накануне Троицы, жители города спешили на торжественное открытие нового сезона. Каждые выходные и в праздничные дни здесь звучала музыка духового оркестра местной воинской команды.
В 1895 году на территории городского парка был построен деревянный храм во имя святого Архистратига Михаила, который в 1949 году был разобран и перенесен на улице Валиханова.
В 1910 году в саду появилось деревянное здание единственного в городе летнего кинотеатра, построенного и оборудованного на личные средства механика чугунолитейного завода Захарова. Он сам показывал фильмы и продавал билеты на сеанс. Аппарат и кинофильмы Захаров приобрел в частном порядке. Кинотеатр просуществовал до начала 80-х годов 20 века.
Улица, к которой примыкал сад, называлась Большой Садовой (ныне улица Абая Кунанбаева) вплоть до 1920 года, когда в связи с новым порядком она получила название Карла Маркса. Расположенный в самом людном месте города, рядом с базарной площадью (ныне это площадь Абылай-хана), городской сад видел и первые революционные маевки, и митинги, на его территории находится братская могила павших в боях за установление советской власти в Кокчетавском уезде в 1918-1921 годах.
Городской парк культуры и отдыха был заложен в годы освоения целинных и залежных земель в 1957 году в соответствии с генеральным планом развития города.
За период своего существования парк претерпел существенные изменения. Выросли саженцы деревьев и превратились в тенистые аллеи.

## Описание
Сравнительно небольшой по площади парк (3,0 — 3,5 га) разбит на месте старого городского сада. Планировка парка регулярная, две парадных аллеи в продольном направлении (с востока на запад) и короткая поперечная разделяют его на геометрически правильные части. По сторонам центральной аллеи симметрично установлены памятники землякам, погибшим в годы Гражданской войны (1918—1921), и В. И. Ленину. Работает фонтан.
В озеленении парка использованы местные хвойные и лиственные породы деревьев и декоративных кустарников. Главный вход находится с западной стороны площади. На месте старых кирпичных массивных ворот-устоев и кассовых будок в 2001 году установлена ажурная, пластично изогнутая в плане сквозная колоннада. Стройные изящные колонны белого цвета перекрыты облегченного вида антаблементом, по основанию объединены легкой дугообразной балюстрадой с балясинами. На центральной оси входа расположен памятник Абылай-хану.

## Достопримечательности
Сейчас в парке более 20 аттракционов, в числе которых и колесо обозрения (1974 году к 150-летию города). Всеми любимое колесо обозрения развлекало горожан и гостей города много лет, и только в 1990 году оно было заменено на новое. Сияя радугой красок, зовут к себе аттракционы «Юнга», «Светофор», «Сидиоке».